# 페르난도 알바레스
페르난도 알바레스(스페인어: Fernando Antonio Álvarez Amador, 2003년 8월 24일~)는 콜롬비아의 축구 선수로, CF 몽레알과 콜롬비아 연령별 대표팀에서 수비수로 활동하고 있다.

## 국가대표팀 경력
미국, 멕시코, 콜롬비아 대표팀 선수로 뛸 수 있는 그는 멕시코와 콜롬비아의 연령별 대표팀에서 활동했으며, 2023년 CONMEBOL U-20 축구 선수권 대회의 콜롬비아 U-20 대표팀에 차출되었다.